# کوی فردوس
کوی فردوس یا شهرک فردوس؛ از محلّات جنوب‌غربی تهران می‌باشد.
این محلّه تشکیل شده از ۴ خیابان امام زمان، فردوس (شهید بیگلو)، شهیدان اسماعیلی (خاکزاد) و ۱۴ معصوم (حسینی) می‌باشد که در این بین خیابان فردوس حکم خیابان مرجع و اصلی (البته نه به لحاظ وسعت بلکه از حیث تجمّع واحدهای صنفی و…) را داراست. ۴ خیابان یاد شده توسّط شبکه‌ای از کوچه‌های اغلب هم اندازه، موازی و بدون پیچ‌وخم به یکدیگر متّصل شده‌اند. به طوری که محلّه به لحاظ هندسی در مجموع دارای بافت منظّمی می‌باشد.
به سبب مجاورت دو خیابان فردوس و حسینی، از این محلّه گاهی با عنوان حسینی ـ فردوس نیز یاد می‌شود. امّا تازه‌ترین نامی که شهرداری تهران به صورت رسمی بر این محلّه نهاده‌است، شهرک فردوس می‌باشد.
جمعیّت این محلّه طبق آخرین آمار ۳۵٬۷۵۹ تن بوده‌است که این تعداد در مساحتی معادل ۲۵ هکتار ساکن می‌باشند.
این محلّه در شمال‌شرقی منطقه هجده قرار دارد و از شمال به خیابان ۴۵ متری زرند (جاده قدیم کرج) که مرز محلّه و به‌طور کلّی منطقه ۱۸ با منطقه ۹ به‌شمار می‌آید، از جنوب به بلوارهای معلّم و مدائن، از شرق به خیابان تختی و از غرب به بلوار بهار شمالی منتهی می‌شود.
در بین محلّات منطقه ۱۸، جزء محلّات کم‌وسعت ولی به شدّت متراکم می‌باشد و دسترسی به بانک، چندین مدرسه در مقاطع مختلف تحصیلی، داروخانه، مساجد، مجموعه فرهنگی ورزشی اسماعیلی، خانه مشق فردوس، مرکز بهزیستی شهید ذوالفقاری، مجتمع آموزشی انقلاب اسلامی و… از امکانات موجود شهری آن محسوب می‌شود. سایر خیابان‌های پیرامونی مهمّ محلّه شامل: بلوار مدائن و شهید حمید رضا یادگار می‌باشد.

## شکل‌گیری
محلّه، چندان قدیمی به حساب نمی‌آید و قدمتی در حدود ۵۰ سال را داراست. آنچه از شکل‌گیری آن نقل می‌شود، کمابیش مشابه همان چیزی است که از روند تشکیل بیشتر محلّه‌هایی نقل می‌شود که با آغاز روند رشد مهار نشده شهر تهران در دهه‌های ۴۰ و ۵۰ شمسی متولّد شدند: زمین‌هایی خاکی که آرام‌آرام آباد شدند. در این مورد، استقرار کارخانه تولیددارو و تمایل کارگران آن به سکونت در نزدیکی محلّ کار، سپس تفکیک و واگذاری زمین‌های شخصی محلّه مهرآباد (همسایه شمالی کوی فردوس) جرقّه آغازین بوده‌است و به همین سبب، پیوند محلّی کوی فردوس با محلّه مهرآباد جنوبی، به رغم تمایز مناطق شهرداری (مهرآبادجنوبی در منطقه ۹ واقع است و جنوبی‌ترین محلّه آن به‌شمار می‌رود)، به مراتب بیشتر از ارتباط آن با سایر محلّات منطقه ۱۸ می‌باشد. به طوری که حتّی گاهی در محاوره یکپارچه تلقّی شده و کوی فردوس را بخشی از محلّه مهرآبادجنوبی می‌دانند و به‌طور مثال به سبب شهرت بیشتر، اغلب، ساکنین کوی فردوس نشانی خود را با عبارت «مهرآباد جنوبی» آغاز می‌کنند که از سوی تمامی دستگاه‌های ذیربط (پست و…) نیز شناخته شده و مورد پذیرش است. این تعامل چندان بی‌ربط هم نیست و دو محلّه در بسیاری از ارتباطات روزمرّه و نیز مراجعات اداریِ غیر شهرداری (از جمله مناطق تلفن، پست، آب‌وفاضلاب و…) دارای اشتراکات متعدّد می‌باشند.
در سال‌های اخیر رونق بازارآهن غرب تهران که از سمت غرب همسایه شهرک فردوس است نیز به موضوع افزایش تراکم محلّه، مشکلات ناشی از آن و افزایش نرخ مسکن دامن زده‌است و باز به‌سان بسیاری از محلّات به ویژه جنوب تهران، درصد بسیار بالایی از این جمعیّت را مهاجرین از تمام نقاط کشور به تهران تشکیل می‌دهند.

## مدیریّت شهری
به لحاظ اداری، شهرک فردوس تابع ناحیه ۱ شهرداری منطقه ۱۸ تهران می‌باشد. به علاوه محلّه تحت نظارت شورایی متشکّل از ۷ عضو اصلی و ۳ عضو علی‌البدل اداره می‌شود.
به لحاظ انتظامی تحت نظارت حوزه استحفاظی کلانتری ۱۵۳شهرک ولیعصر و از نظر تقسیمات آب‌وفاضلاب تحت پوشش منطقه ۵ آبفای استان تهران است.
شبکه تلفن محلّه را مرکز تلفن ابوذر تأمین می‌نماید و محلّه تحت پوشش محدوده توزیع جنوب‌غرب شبکه برق تهران و به‌طور مستقیم، دو منطقه برق رودکی و سینا می‌باشد.

## امکانات
در سال‌های اخیر شهرداری منطقه ۱۸ تهران در بخش ساخت و ساز اماکن تفریحی، فرهنگی و ورزشی فعّال بوده‌است و با بکارگیری فضاها و زمین‌های بلااستفادهٔ واقع در منطقه تا حدّ زیادی کمبود سرانه این فضاها در محلّه فردوس (و قاعدتاً محلّات همسایه آن) را جبران کرده‌است. به غیر از احداث خانه مشق شهدای فردوس و پارک سجّاد که در داخل محلّه واقع شده‌اند، به‌طور خاص در نوار جنوبی محلّه با افتتاح پردیس سینمایی تماشا و کاوشکده معلّم، پروژه یک شهر بازی در دست احداث، بهره‌برداری از مجموعه ورزشی الزّهرا ویژه بانوان، افتتاح مجموعه ورزشی مجهّز شهیدان اسماعیلی که دارای ورزشگاه ۱۲۰۰۰ نفری فوتبال و مجموعهٔ استخر و سونا می‌باشد، پروژه درمانگاه در دست تکمیل شهیدان اسماعیلی و بهره‌برداری از بوستان شمس تبریزی، کمربندی نسبتاً قدرتمند از پروژه‌های علمی ـ ورزشی ـ تفریحی پیرامون محلّه ایجاد شده‌است که این‌ها به ویژه با میزبانی از فعّالیّت‌های اجتماعی مانند NGOها و غیره به پویایی فرهنگی محلّه و منطقه کمک می‌نمایند. انجام تمامی پروژه‌های یاد شده مربوط به ده سالهٔ اخیر می‌باشد.

## امتیازات
تراکم بالای جمعیّتی، علی‌رغم تمام مشکلاتی که ایجاد کرده‌است، موجب رونق نسبی کسب و کار آزاد و پیشه‌وری در محلّه شده‌است به طوری که نرخ خریدوفروش و اجارهٔ مغازه‌ها در خیابان اصلی محلّه، نسبت به مناطق و محلّات مجاور بیشتر است.
ضمناً افتتاح میدان میوه و تره‌بار تحت نظارت شهرداری، از دیگر گام‌های مثبتی بوده که در سال‌های اخیر در مسیر رفاه شهروندان محلّه برداشته شده‌است.
همچنین اخیرا رستوران های بیشتری و شیرینی فروشی های جدید در محله باز شده آست

## مشکلات
عدم دسترسی به داروخانه شبانه‌روزی، ازدحام بیش از حدّ جمعیّت نسبت به وسعت و در نهایت همجواری با خطّ راه‌آهن تهران ـ تبریز از جمله مشکلات پراهمّیّت محلّه می‌باشند که در راستای حلّ معضلات مورد آخر (مخاطرات و آلودگی صوتی)، اقداماتی صورت گرفته‌است و پروژه تونلی کردن این خط در شُرُف اجراست. لازم است ذکر شود که در رابطه با این مسئله، در یک مورد عجیب و در پی یک ناهماهنگی مدیریّتی، در حالی که از یک طرف تمامی رایزنی‌ها (از طریق مقامات هر دو منطقه ۱۷ و ۱۸ درگیر با این مقوله) با مسئولین شهری در جهت انتقال آن بخش از این خط که از حریم شهری تهران عبور می‌کند به زیر زمین در جریان بود، از طرف دیگر شرکت رجا در صدد آغاز پروژه دوخطّه کردن این مسیر برآمده بود.
دسترسی بسیار کم ساکنین محلّه به نهادهای مالی و اعتباری رسمی نظیر بانک‌ها نیز سبب پاره‌ای دیگر از مشکلات است. در حال حاضر در سطح محلّه تنها یک شعبه از بانک صادرات ایران مشغول فعّالیّت است.
بنا به اظهار مدیران ارشد بانک‌ها و شهرداری منطقه، یکی از علل این امر فقدان املاک با متراژ تجاری مورد تأیید شهرداری تهران در محلّه می‌باشد.
وقوع جرائم پراکنده نیز از جمله مشکلات گریبان‌گیر محلّه می‌باشد.
دو عامل جمعیّت بالای محلّه و همجواری با بازارآهن غرب تهران بار ترافیکی به نسبه زیادی را به خیابان‌های تشکیل دهنده محلّه وارد آورده‌اند که در عمل کشش این بار از طرف این معابر وجود ندارد. ابتکاری که برای برون‌رفت از این مشکل اندیشیده شده بوده‌است، یک‌طرفه بودن این چهار خیابان به تناوب و به صورت یک‌درمیان است. امّا عدم رعایت و نظارت، عملاً این کارکرد را بی‌اثر نموده و همچنان خودروها بدون رعایت هیچ ضابطه‌ای از این خیابان‌ها عبور می‌کنند که این از مشکلات بسیار جدّی محلّه محسوب می‌شود.
از سوی دیگر، محدود بودن محلّه از شمال به زیرگذرهای راه‌آهن، از غرب به بازارآهن (که نقطه زنده شهری محسوب نمی‌شود)، از جنوب به بلواری که یک سر آن باز به بازارآهن منتهی می‌شود (بلوار مدائن)، و از شرق به خیابان تختی که خود دارای مشکل زیرگذر می‌باشد، عملاً شهرک فردوس را بدل به جزیره‌ای محصور و مبتلا به معضل اساسی دسترسی کرده‌است. به طوری که یگانه راه خروج از محلّه و رسیدن به شاهراه‌های عبور وسایل نقلیّه عمومی، پیاده‌روی است و در داخل این حصار، تنها خودروهای شخصی آمدوشد دارند.
در طرّاحی شبکه مترو تهران، خطّ شماره ۸ خطّی خواهد بود که پس از تکمیل، به‌طور مستقیم به این کوی خدمات‌رسانی خواهد کرد که البتّه پیشرفت روند تکمیل این خط به همراه خطّ ۹ به سبب پاره‌ای تداخل‌ها با پروژه احداث مونوریل تهران، دچار بلاتکلیفی شده‌است.